# پنجه عروس
پنجه عروس (نام علمی: Anthyllis) نام یک سرده از زیرخانواده باقالی‌ها است. این سرده شامل هر دو گونهٔ علفی و درختچه‌ای است و در اروپا، خاورمیانه و شمال آفریقا گسترده شده است. گسترده‌ترین و آشناترین گونهٔ آن، خارمریم کلیه (A. vulneraria) است. خارمریم کلیه یک گیاه چمنزار آشنا است که به نیوزیلند نیز معرفی شده است.
گونه‌های پنجهٔ عروس توسط لارو برخی از گونه‌های راستهٔ پروانه‌سانان به‌ویژه گونه‌های سردهٔ غلاف‌دارها به عنوان مادهٔ غذایی استفاده می‌شوند.